# 현악 사중주 2번 (베토벤)
《현악 사중주 2번 사장조, 작품 번호 18-2》는 루트비히 판 베토벤에 의해 쓰인 여섯 개의 현악 사중주, 작품 번호 18 세트 중 두 번째 작품이다. 

## 개요
여섯 개의 사중주, 작품 번호 18 세트는 베토벤이 그의 친구이자 바이올린 연주자였던 카를 아멘다의 고용주였던 요제프 프란츠 폰 롭코비츠 공작을 위한 임무를 수행하기 위해 1798년에서 1800년 사이에 작곡한 것으로, 요제프 하이든에 의해 확립된 형식을 갖는 고전 현악 사중주의 총체적인 숙달성을 보여주는 것으로 여겨진다.   
여섯 개의 사중주는 1801년에 빈의 트란퀼로 몰로 출판사에 의해 각각 세 개의 사중주로 구성된 두 권의 책으로 출판되었고, 헌정은 롭코비츠 공작에게 이루어졌다. 출판 순서(장르 일련 번호)는 작곡 순서와 일치하지 않는다. 베토벤은 현악 사중주 1-6번을 3·1·2·5·4·6번의 순서로 작곡했다. 따라서 2번 사중주는 작품 번호 18 세트에서 세 번째로 작곡된 것이다.  
이 2번 사중주는 작품 번호 18 세트 중 18세기 전통에 가장 충실하고 있다. 마이클 스타인버그에 따르면, 독일어를 사용하는 국가에서는 이 사중주가 더할 나위 없이 너무 예의 바르고 우아하기 때문에(특히, 서두의 제1바이올린의 우아한 곡선의 악구로 인해) “인사 사중주”(Komplimentier-Quartett)라는 별칭을 얻었다. 이 별칭은 거의 같은 시기에 쓰인 하이든의 "인사 사중주"(Komplimentier-Quartett)로도 알려진 마지막 현악 사중주 중 하나(작품 번호 77-1; 1799년)에서 유래했을 수 있다. 하이든은 그 당시 베토벤의 스승이었고, 두 사중주 사이에는 스타일 면에서 유사점이 있다. 두 사중주는 또한 모두 사장조의 조성을 갖고 있다. 
베토벤은 2번 사중주를 완성한 후 제2악장이 마음에 들지 않아 다시 작곡했다. 남아있던 원래의 느린 악장의 스케치는 음악학자 배리 쿠퍼에 의해 완전한 버전으로 재구성되었으며, 2011년 9월 30일에 맨체스터 대학교 마틴 해리스 센터의 코스모 로데발트 콘서트홀에서 프랑스의 다니엘 사중주단에 의해 처음으로 공개 초연되었다. 

## 구성
작품은 세트의 다른 모든 사중주와 마찬가지로 4악장 형식을 따른다:
1. Allegro
2. Adagio cantabile – Allegro – Tempo I
3. Scherzo: Allegro
4. Allegro molto, quasi presto

연주 시간은 총 23분 정도가 소요된다.

### 제1악장. 알레그로
사장조, 2/4 박자.
첫 번째 악장은 빠른 케이던스로 이어지는 매력적인 바이올린 멜로디로 열리는 알레그로이다. 전반적으로 이 악장은 즐겁고 많은 해결점(예측 가능한 케이던스)과 간단한 악구 구조를 가지고 있다. 일반적으로 바이올린에 사용되는 멜로디는 감미로운 가사와 밝고 유쾌한 조각의 조합이다. 서정적 부분에서는 반주가 가볍고 장난스럽다. 베토벤이 악장 전반에 걸쳐 서두의 선율의 소재를 재사용하고, 구축하는 방식에서 하이든의 영향을 쉽게 들어서 알 수 있다. 그러나 하이든의 작곡법에 크게 영향을 받았음에도, 베토벤은 자신의 유쾌한 음악적 발명품을 추가한다.

### 제2악장. 아다지오 칸타빌레 I – 알레그로 – 템포 I
다장조, 3/4 박자.
아다지오 칸타빌레는 두 번째 악장의 특징을 표시한다. 이 악장은 달콤하면서도 형식적인 멜로디로 시작하여 거의 정중하게 표현된다. 이 악장을 매우 이례적으로 만드는 것은 중간에 난폭하게 중단되는 후속 알레그로 부분이다. 알레그로는 예상치 못한 만큼 짧고, 아장은 시작된 것과 동일한 아다지오 느낌으로 끝난다.

### 제3악장. 스케르초. 알레그로
사장조, 2/4 박자.
세 번째 악장은 예상대로 스케르초의 좋은 본성과 함께 춤추는 가볍고 장난기 있는 스케르초이다. 그러나 많은 베토벤의 다른 스케르초와는 달리, 이것은 종종 악장에 유머러스하거나 거친 느낌을 주는 음악적 놀라움을 포함하지 않는다. 대신 활기차지만, 성격은 매우 정중하다.

### 제4악장. 알레그로 몰토, 콰지 프레스토
사장조, 2/4 박자.
마지막 악장은 콰지 프레스토 마킹이 있는 알레그로이다. 이것은 처음부터 매우 활기차고 빠르며 첫 번째 악장과 마찬가지로 서두의 동기가 돌아오고 많은 창의적인 방식으로 개발된다. 짧은 서정적 멜로디와 결합되지만, 대부분의 선율의 움직임은 스칼라이다. 악장의 마감은 활기차고 작품의 좋은 본질을 유지한다.